# TOM company
株式会社TOM company（トムカンパニー）は、日本の芸能事務所。2014年設立。

## 主な所属タレント
- 小澤征悦
- 尾野真千子
- 西村和泉（旧・郭智博）
- 倉本清子
- 北村有起哉
- 菅原永二
- 高野志穂
- 田中隆三
- 椎名葵
- 冨田佳輔
- 石橋菜津美
- 鈴木麻衣花
- 太田いず帆
- 篠原篤
- 細川岳

## 主な所属クリエイター
- 吉田光希(映画監督)
- 江頭勇哉(シンガーソングライター)
- ジアン・ホンジユン(プロデューサー)